# Jill Biden
Jill Tracy Biden, nata Jacobs, precedentemente coniugata Stevenson (Hammonton, 3 giugno 1951) è un'insegnante, scrittrice e filantropa statunitense, 46ª First lady degli Stati Uniti d'America dal 2021 al 2025 in quanto moglie di Joe Biden, 46º Presidente degli Stati Uniti d'America dal 2021 al 2025. Con lui ha ricoperto anche il ruolo di 37ª Second lady degli Stati Uniti d'America dal 2009 al 2017, sotto l'amministrazione di Barack Obama, di cui Biden era 47º Vicepresidente.
Ha sposato Joe Biden nel 1977, divenendo la matrigna dei suoi due figli del primo matrimonio, Beau e Hunter, dopo che la prima moglie e la figlia di Joe morirono in un incidente d'auto nel 1972; Joe e Jill hanno una figlia, Ashley, nata nel 1981. Jill Biden ha conseguito la laurea ed un dottorato presso l'Università del Delaware, un master presso la West Chester University e un master presso l'Università di Villanova.
Ha insegnato inglese nelle scuole superiori per tredici anni e ha tenuto dei corsi ad adolescenti con disabilità emotive in un ospedale psichiatrico. Dal 1993 al 2008 è stata insegnante di inglese presso il Delaware Technical & Community College. Dal 2009 è professoressa di inglese al Northern Virginia Community College ed è la prima donna ad aver svolto un lavoro retribuito mentre il marito ricopriva la carica di vicepresidente degli Stati Uniti.
È la fondatrice dell'organizzazione non-profit Biden Breast Health Initiative, cofondatrice del programma Book Buddies, cofondatrice della Biden Foundation, attiva nell'associazione Delaware Boots on the Ground ed è cofondatrice di Joining Forces con Michelle Obama.

## Biografia
Jill Tracy Jacobs è nata il 3 giugno 1951 a Hammonton, New Jersey, ma ha trascorso la maggior parte della sua infanzia a Willow Grove, Pennsylvania. Suo padre, Donald C. Jacobs (1927-1999), era un cassiere di banca che divenne capo di un'attività di risparmi e prestiti nel quartiere di Chestnut Hill a Filadelfia. Il cognome Jacobs in origine era italiano ed era Giacoppo, venendo anglicizzato dal nonno di Jill, Gaetano Giacoppo, originario di Gesso, frazione del comune di Messina.
Sua madre, Bonny Jean (Godfrey) Jacobs (1930-2008), era una casalinga. Crescere nell'area metropolitana di Filadelfia le ha dato un lieve accento locale e un interesse per le squadre sportive della città. La famiglia non era particolarmente religiosa, ma al primo anno di scuola superiore, Jill decise autonomamente di unirsi alla chiesa presbiteriana.
Ha iniziato a lavorare all'età di 15 anni nei locali sulla Jersey Shore come cameriera, mentre frequentava la Upper Moreland High School, dove prediligeva lo studio della lingua inglese, diplomandosi nel 1969.

## Carriera

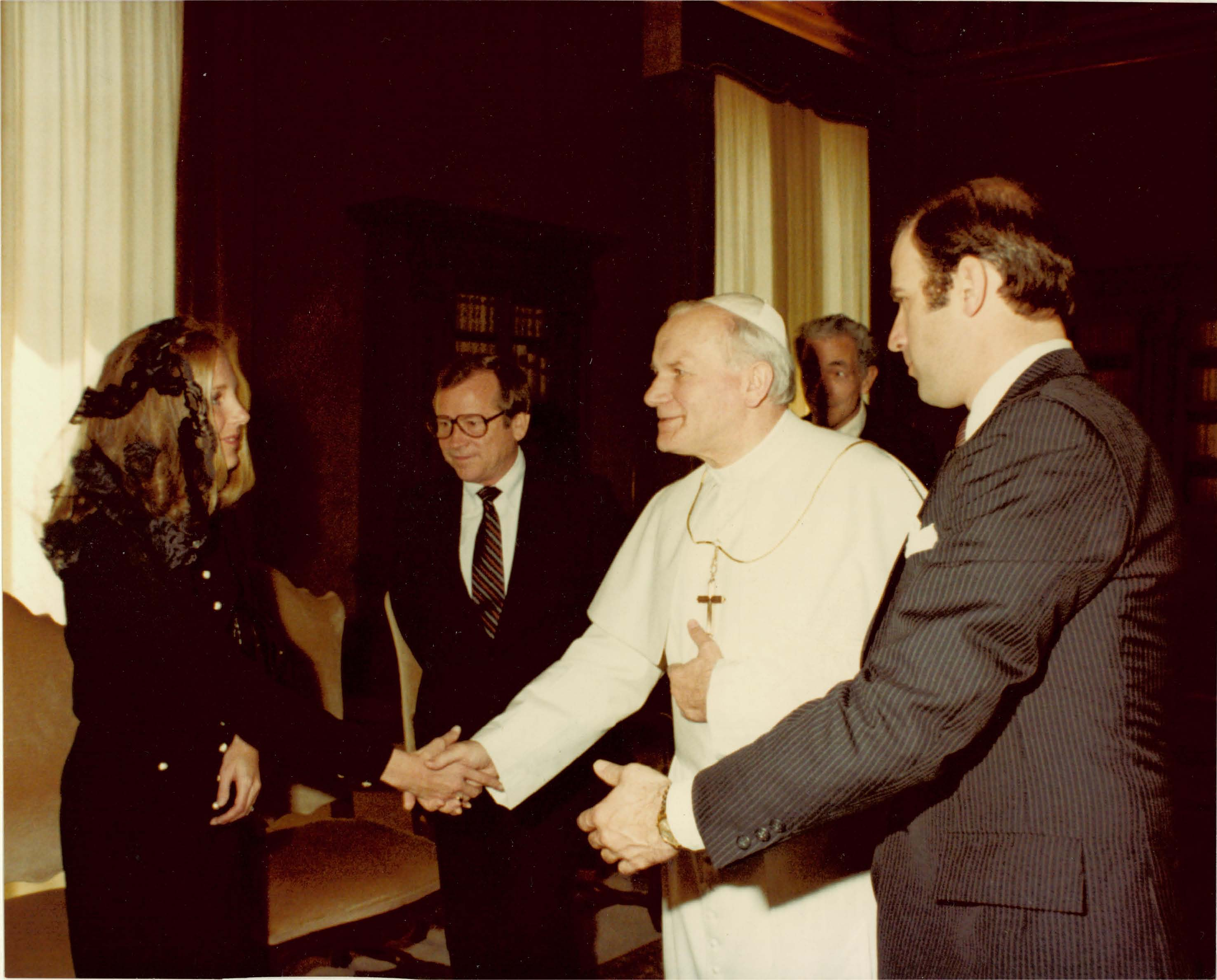
I coniugi Biden incontrano papa Giovanni Paolo II in Vaticano nel 1980

Successivamente si iscrisse al Brandywine Junior College in Pennsylvania per un semestre con l'intento di studiare merchandising di moda, trovandolo ben presto però insoddisfacente. Nel febbraio del 1970, sposò Bill Stevenson, un ex giocatore di football del college, acquisendo il cognome del marito e divenendo Jill Stevenson. Dopo un paio d'anni, aprirono lo Stone Balloon a Newark, vicino all'Università del Delaware, che in breve tempo divenne uno dei locali universitari più conosciuti dello stato, dove si esibivano famosi artisti musicali.
Insoddisfatta del percorso di studi scelto, si iscrisse al corso di inglese, sempre presso l'Università del Delaware, prendendosi un anno sabbatico durante il quale lavorò come modella per un'agenzia locale a Wilmington. Lei e Stevenson si separarono nel 1974.
Conobbe Joe Biden, all'epoca già senatore per il Delaware, nel marzo del 1975, tramite un appuntamento al buio organizzato dal fratello di Joe, Frank, anche se Biden aveva visto una sua fotografia in una pubblicità locale. Sebbene avesse nove anni in meno di lui, rimase colpita dal suo aspetto e dai modi più formali rispetto agli uomini del college che aveva conosciuto e dopo il loro primo appuntamento disse a sua madre: "Mamma, ho finalmente incontrato un gentiluomo". Nel frattempo, il divorzio con Stevenson stava procedendo a rilento: il caso in tribunale si concluse senza che lei ottenesse metà della quota dello Stone Ballon e un divorzio civile fu concesso solo nel maggio 1975.
Ottenne il Bachelor of Arts presso l'Università del Delaware nel 1975, iniziando la sua carriera scolastica lavorando come supplente a Wilmington, per poi insegnare inglese a tempo pieno per un anno alle scuole superiori alla St. Mark's High School di Wilmington. Nello stesso periodo trascorse cinque mesi lavorando nell'ufficio del Senato di Biden, affrontando viaggi settimanali con lo staff del senatore nelle parti meridionali dello stato.
Jill e Joe Biden si sono sposati con rito cattolico il 17 giugno 1977, nella Cappella del Palazzo delle Nazioni Unite a New York, quattro anni e mezzo dalla morte della prima moglie di Joe e della loro piccola figlia in un incidente automobilistico; Biden, già affermato nel panorama politico, le aveva chiesto di sposarlo diverse volte prima che lei accettasse, poiché era riluttante ad entrare sotto i riflettori pubblici, ansiosa di rimanere concentrata sulla propria carriera ed esitante ad assumersi l'impegno di crescere gli altri due figli che Biden aveva avuto dal precedente matrimonio, sopravvissuti all'incidente.
Continuando l'attività d'insegnamento, ottenne un master presso il West Chester State College, frequentando un corso a semestre e successivamente, completando gli studi durante la gravidanza, ricevette un Master of Education nel 1981. La figlia di Joe e Jill Biden, Ashley Blazer, è nata l'8 giugno 1981 e Jill smise di lavorare per due anni per occuparsi dei tre figli.
Rientrata al lavoro, riprese ad insegnare inglese a studenti emotivamente disturbati, tenendo dei corsi per adolescenti all'ospedale psichiatrico del Rockford Center per cinque anni negli anni '80. Nel 1987, ha conseguito la sua seconda laurea, un Master of Arts in inglese presso l'Università di Villanova. Durante la campagna del marito alla candidatura alla presidenza degli Stati Uniti per il Partito Democratico del 1988, ha dichiarato che avrebbe continuato la sua attività di insegnamento ai bambini emotivamente disturbati anche se fosse diventata la first lady. In tutto, trascorse tredici anni a insegnare in licei pubblici, di cui tre alla Claymont High School.
Dal 1993 al 2008, è stata professoressa presso il campus Stanton / Wilmington del Delaware Technical & Community College, dove insegnava inglese, in particolare scrittura correttiva, concentrandosi particolarmente nell'infondere fiducia negli studenti. Nell'insegnare in un college di comunità ha dichiarato che: "Mi sento come se potessi fare la differenza nelle loro vite, mi sento davvero a mio agio. Amo le donne che tornano a scuola e si diplomano, perché sono così determinate."
Jill Biden è presidente della Biden Breast Health Initiative, un'organizzazione senza scopo di lucro fondata nel 1993 che fornisce gratuitamente programmi educativi di sensibilizzazione sulla salute del seno nelle scuole e in altri gruppi del Delaware. Nei successivi 15 anni, l'organizzazione ha informato più di 7 000 ragazze delle scuole superiori sulla corretta salute del seno. Nel 2007, Biden ha contribuito a fondare Book Buddies, associazione che fornisce libri per bambini provenienti da famiglie a basso reddito, ed è molto attiva in Delaware Boots on the Ground, un'organizzazione che sostiene le famiglie di militari.
In seguito tornò a scuola per il suo dottorato, studiando con il suo nome di nascita, Jill Jacobs. Nel gennaio 2007, all'età di 55 anni, ha ricevuto un Doctor of Education (Ed.D.) in leadership educativa presso l'Università del Delaware. La sua dissertazione, Student Retention at the Community College: Meeting Students' Needs, è stata pubblicata sotto il nome di Jill Jacobs-Biden.

### Ruolo nella campagna presidenziale 2008
Nonostante si fosse personalmente opposta alla guerra in Iraq, Jill Biden non volle che il marito si candidasse alle elezioni presidenziali del 2004, al punto da interrompere una riunione del suo staff entrando in costume da bagno con la parola "NO" scritta sullo stomaco. In seguito alla rielezione di George W. Bush nel 2004, ha poi invece esortato il marito a candidarsi alle future elezioni del 2008, dicendo: "Mi sono letteralmente vestita di nero per una settimana. Non potevo credere che avesse vinto, perché sentivo che le cose andavano già così male. Ero così contro la guerra in Iraq. E ho detto a Joe: «Devi cambiare questo, devi cambiare tutto questo»". Durante le primarie democratiche del marito Joe, ha continuato a insegnare, aiutandolo solo durante i fine settimana, sostenendo che avrebbe assunto un ruolo attivo nell'affrontare i problemi legati all'istruzione come principale obiettivo nel ruolo di first lady. Dichiarandosi fondamentalmente apolitica, non avrebbe cercato di partecipare a tutti i costi alle riunioni di gabinetto.
Dopo che il marito è stato scelto da Barack Obama come suo vice per la corsa alla presidenza, ha iniziato attivamente a fare campagna elettorale, indossando inoltre una spilla del Blue Star Mothers Club, in riconoscimento dell'attività militare del figliastro Beau Biden in Iraq. Pur non essendo un'oratrice politica di professione, è stata in grado di stabilire un legame con il pubblico durante i comizi elettorali, facendo anche alcune apparizioni insieme a Michelle Obama. Per tutto il tempo in cui suo marito era in corsa per la vicepresidenza, Jill Biden ha continuato a insegnare per quattro giorni alla settimana al Delaware Technical & Community College durante il semestre autunnale del 2008, per dedicarsi alla campagna elettorale durante i fine settimana, correggendo i compiti in classe durante i viaggi sull'autobus della campagna elettorale.

### Second Lady degli Stati Uniti

#### Primo mandato

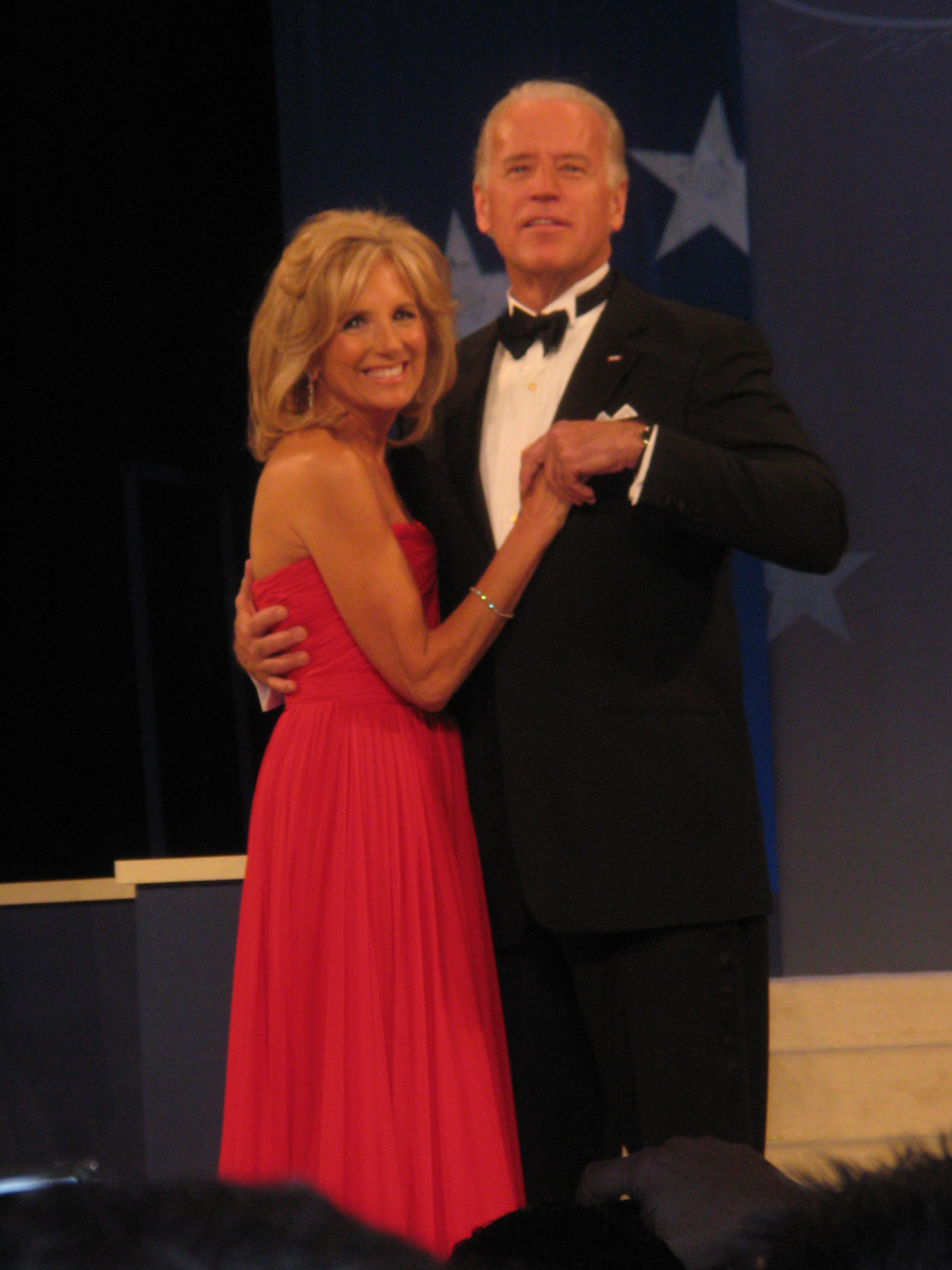
I coniugi Biden ballano all'insediamento presidenziale di Barack Obama nel 2009

Nonostante si fosse trasferita al Number One Observatory Circle, la residenza ufficiale della vicepresidenza, come Second lady degli Stati Uniti d'America, Jill Biden intendeva continuare a insegnare in un college della zona di Washington Nel gennaio 2009, ha iniziato a condurre due corsi di inglese come professore a contratto presso il campus di Alexandria del Northern Virginia Community College (NOVA), il secondo college comunitario più grande della nazione. Storicamente molto raro che le Second Lady lavorassero durante i mandati dei loro coniugi, si ritiene che Jill Biden sia stata la prima Second Lady a mantenere un lavoro retribuito mentre suo marito era vicepresidente. Negli annunci della Casa Bianca e secondo le sue preferenze, veniva chiamata "Dr. Jill Biden".
Come Second Lady, aveva uno staff di otto persone in tutto e occupava una suite d'angolo nell'Edificio Uffici Esecutivi di Eisenhower. Catherine Russell, ex consigliere del Comitato per le relazioni estere del Senato, è stata nominata capo del suo staff, Courtney O'Donnell, ex portavoce di Howard Dean ed Elizabeth Edwards, è stata nominata sua direttrice delle comunicazioni e Kirsten White, avvocato di Morgan, Lewis & Bockius, sua direttrice politica.
Nel maggio 2009, Obama ha annunciato che sarebbe stata incaricata di un'iniziativa per aumentare la consapevolezza sul valore dei college della comunità, affiancando sempre l'attività di insegnamento in due corsi di lettura e scrittura in inglese alla NOVA per tutto l'autunno 2009. Nel gennaio 2010, ha tenuto il discorso di apertura all'Università del Delaware, il primo del genere in una grande università. Nell'agosto 2010, è apparsa nei panni di se stessa in un episodio di Army Wives - Conflitti del cuore, rendendolo parte della sua campagna di sensibilizzazione delle famiglie militari.
Nell'aprile 2011, lei e Michelle Obama fondarono un'iniziativa nazionale, Joining Forces, per mostrare le esigenze delle famiglie militari statunitensi. Nel settembre 2011, ha prestato il suo sostegno ad una campagna dell'Agenzia degli Stati Uniti per lo Sviluppo Internazionale, con l'obiettivo di sensibilizzare l'opinione pubblica riguardo alle carestie, guerre e siccità che colpiscono oltre 13 milioni di persone nel Corno d'Africa.
Ha continuato a insegnare alla NOVA, e nel 2011 ha ricoperto la posizione di professore associato, insegnando in tre corsi di inglese due giorni a settimana. Ha cercato di mantenere un profilo il più normale possibile, condividendo il proprio ufficio con un altro insegnante, tenendo regolari orari di ufficio di ricevimento per gli studenti e convincendo gli agenti di scorta dei servizi segreti a vestirsi il più discretamente possibile. I suoi studenti spesso non erano consapevoli di chi fosse esattamente, chiamandola semplicemente "Dr. B." Ha detto a un collega: "Quando gli studenti mi chiedono se sono sposata con il vicepresidente, affermo che sono uno dei suoi parenti. Questo di solito è sufficiente".
La vita con suo marito alla vicepresidenza tendeva verso l'informale ed era incentrata sulla famiglia e sui loro nipoti. Nel giugno 2012, ha pubblicato un libro per bambini, Don't Forget, God Bless Our Troops, basato sul ruolo in Iraq del figliastro Beau. Lo stesso mese, Ashley, la figlia dei Biden, assistente sociale e collaboratrice del Dipartimento dei servizi per l'infanzia, i giovani e le loro famiglie del Delaware, si è sposata.

#### Ruolo nella campagna presidenziale 2012
Nelle elezioni presidenziali statunitensi 2012, in cui suo marito era in corsa per la rielezione come vicepresidente, Jill Biden ha svolto un ruolo modesto: non ha ridotto il suo programma di insegnamento e ha fatto poche apparizioni da sola durante la campagna elettorale. Ciò era sintomo della sua continua avversione sia per la politica che per il parlare in pubblico, anche se lo staff elettorale di Obama la considerava preziosa per entrare in contatto con le famiglie dei militari, gli insegnanti e le donne.

#### Secondo mandato
Dopo la rielezione di Obama e di suo marito il 6 novembre 2012, ha iniziato il secondo mandato come Second Lady nel gennaio successivo. Durante il suo secondo mandato, ha continuato a essere coinvolta nel sostegno al personale militare, visitando più volte il Center for Intrepid, una struttura di riabilitazione di soldati che hanno dovuto subire amputazioni, e partecipando all'inaugurazione degli Invictus Games a Londra nel 2014. Durante le elezioni del Congresso di medio termine del 2014, ha supportato la campagna elettorale di alcuni candidati democratici, inclusi alcuni di alto profilo come Mark Udall in Colorado e Michelle Nunn in Georgia.
Nel maggio 2015, il figliastro Beau Biden morì per cancro al cervello. In seguito ha detto che la perdita "è stata totalmente sconvolgente. La mia vita è cambiata in un istante. Durante la sua malattia, ho creduto veramente che sarebbe sopravvissuto, fino al momento in cui ha chiuso gli occhi, non ho mai smesso di sperare".
Era presente al fianco del marito al Giardino delle Rose della Casa Bianca il 21 ottobre 2015, quando ha annunciato che non si sarebbe candidato per la nomina del Partito Democratico alle elezioni presidenziali del 2016, convinta tuttavia che suo marito fosse altamente qualificato per la posizione e "sarebbe stato il miglior presidente possibile".
Jill Biden ha continuato a insegnare alla NOVA, gestendo cinque classi durante il semestre dell'autunno 2015. Nel marzo 2016 ha condotto la festa ufficiale che ha accolto l'astronauta americano Scott Joseph Kelly sulla Terra dopo la sua missione di un anno nello spazio.

### Attività successive

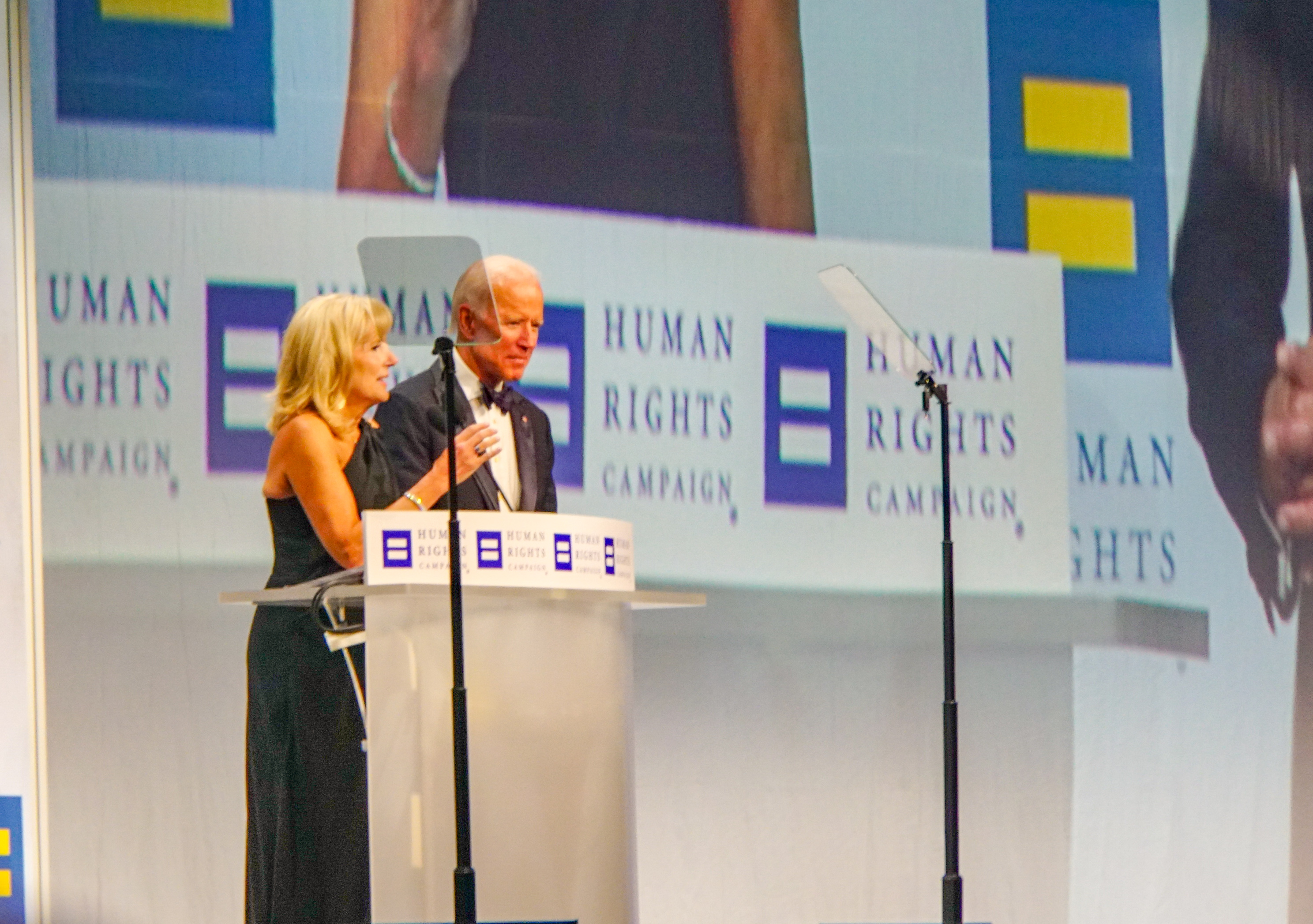
I coniugi Biden a una cena per la campagna sui diritti umani nel 2018

L'ex coppia vice-presidenziale ha lanciato la Fondazione Biden nel febbraio 2017, con lo scopo di consentire loro di perseguire le cause filantropiche a cui tenevano maggiormente, tra cui la lotta alla violenza sulle donne e i suoi interessi nei college della comunità e nelle famiglie di militari. Nello stesso mese è stata nominata presidente del consiglio d'amministrazione di Save the Children, dichiarando che: "Penso che [la loro] enfasi sull'istruzione si adatti al lavoro della mia vita". Suo marito era considerato un popolare ex vicepresidente e ha ricevuto una standing ovation quando apparve al Settantunesima Tony Awards.
Nel giugno 2017 la coppia ha acquistato una casa per le vacanze per 2,7 milioni di dollari a Rehoboth Beach, vicino al Cape Henlopen State Park. La loro capacità di acquistare questa proprietà di famiglia era dovuta in parte agli accordi che avevano firmato con Macmillan Publishers, dopo aver lasciato l'incarico a Washington, per la stesura di tre libri, due scritti da Joe e uno da Jill. Inoltre, nel 2019, la coppia ha riportato circa 15 milioni di dollari di entrate da quando ha lasciato la vicepresidenza, inclusi 700 000 dollari per le conferenze tenute da Jill Biden. La coppia ha notevolmente aumentato le donazioni in beneficenza durante il medesimo periodo.
Jill Biden ha continuato a insegnare a tempo pieno alla NOVA, con uno stipendio di quasi 100 000 dollari annui. È stata scelta per tenere numerosi discorsi in ambito accademico: al Milwaukee Area Technical College nel maggio 2017; il discorso di apertura a un vertice degli insegnanti della California nel luglio 2017, sottolineando l'importanza delle comunità che sostengono i loro insegnanti visti gli stress emotivi a cui spesso devono affrontare; nel maggio 2018, ha tenuto un discorso di apertura al Bishop State Community College in Alabama, dicendo ai laureati che "forse come me, la vita si è intromessa e ti ci è voluto molto più tempo di quanto ti aspettavi per arrivare qui oggi... Chiunque tu sia, sappi questo, se puoi attraversare questo palco, puoi fare qualsiasi cosa"; nel febbraio 2019 ha parlato ai laureandi della Newport News Apprentice School, dicendo che si era resa conto di come molti di loro si trovavano in situazioni di vita complicate con molteplici responsabilità e che "a volte la tua giornata è un puzzle che sembra di non poter essere mai completato... Ma non importa dove ti porti la vita, ad oggi sei un maestro nel tuo ambito, un costruttore navale e un leader, e nessuno te lo può togliere".
Nel maggio 2019 è stato pubblicato il suo libro di memorie Where the Light Enters: Building a Family, Discovering Myself: dallo scarso contenuto politico, si concentra invece sugli aspetti della famiglia. In esso afferma che mentre è "grata" di essere stata una Second Lady, "il ruolo in cui mi sono sempre sentito più a mio agio è essere 'Dr. B'". USA Today lo ha definito un "memoriale spesso toccante che traccia il suo viaggio da adolescente ribelle a giovane divorziata fino alla seconda donna degli Stati Uniti".

### Ruolo nella campagna presidenziale 2020

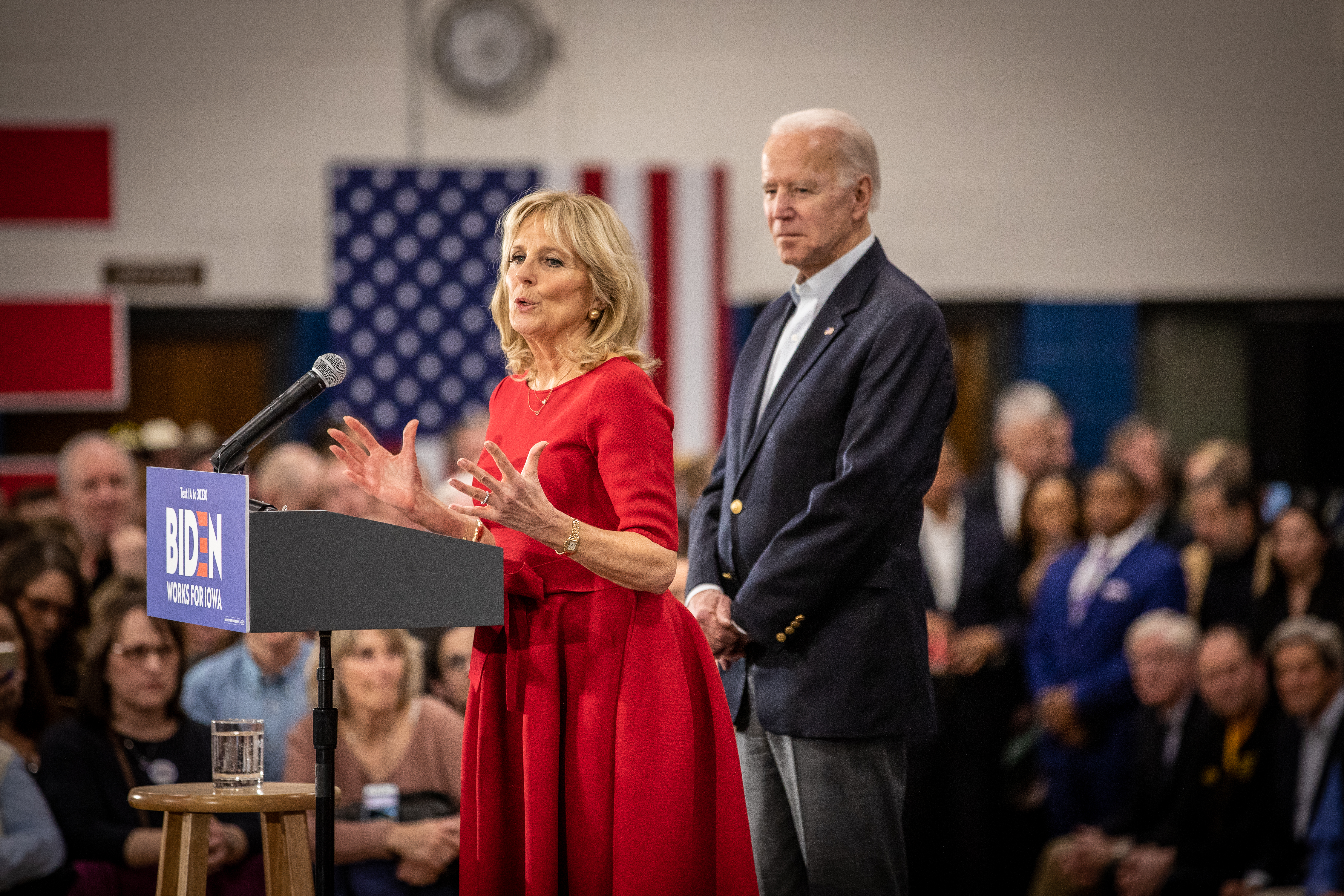
I coniugi Biden a Des Moines alla vigilia dei caucus dell'Iowa del 2020

Per quanto riguarda la partecipazione di Joe Biden alle elezioni presidenziali del 2020, Jill ha giocato un ruolo chiave nel processo decisionale del marito. Secondo un'indiscrezione del marzo 2019, era "entusiasticamente" a favore della corsa.
La campagna presidenziale Joe Biden 2020 è stata annunciata ufficialmente il 25 aprile 2019. Il titolo di una rivista Town and Country dichiarava che "Jill Biden potrebbe essere il più grande bene politico di Joe Biden".
Giorni dopo, ha affrontato la questione delle donne che avevano accusato il marito di un contatto fisico inappropriato, mettendole a disagio dichiarando: "penso che quello di cui non vi rendete conto è di quante persone si avvicinano a Joe: uomini e donne, alla ricerca di conforto o di empatia. Ma andando avanti, penso che dovrà essere un giudice migliore, di quando le persone si avvicinano a lui, come dovrà reagire o che forse non dovrebbe avvicinarsi a loro." Ha detto di aver sperimentato l'intrusione maschile nel proprio spazio personale in passato e che "mi sono fatta da parte. Non l'ho affrontato... le cose sono cambiate. C'è stato un tempo in cui le donne avevano paura di parlare. Ricordo in particolare che è avvenuto in un colloquio di lavoro... se quella stessa cosa fosse accaduta oggi, mi girerei e direi: "Cosa pensi di fare?"... è totalmente diverso".
Jill Biden ha continuato a insegnare alla NOVA nel 2019. È apparsa senza il marito in alcuni comizi nei primi stati coinvolti nei Caucus democratici come l'Iowa, in alcuni casi accompagnata da una nipote. Ha attirato l'attenzione durante una tappa della campagna nel New Hampshire quando ha enfatizzato l'argomento dell'eleggibilità a favore di suo marito, dicendo: "sai, il tuo candidato potrebbe essere migliore di Joe su un tema come ad esempio, dell'assistenza sanitaria, ma si deve guardare chi vincerà queste elezioni, e forse dover ingoiare qualche rospo e dire 'ok, personalmente mi piace così e così', ma la conclusione deve essere che dobbiamo battere Trump".
Una volta che Hunter Biden è stato coinvolto nello scandalo relativo all'Ucraina, che ha portato ad un impeachment presidenziale, è stata irremovibile nel difenderlo: "Hunter non ha fatto nulla di male". La tensione del successivo processo di impeachment è stata sufficiente a rompere l'amicizia con il senatore della Carolina del Sud Lindsey Graham, che ha ripetutamente chiesto che Hunter Biden fosse interrogato come testimone al processo.
Per la prima volta, nella primavera del 2020, ha preso con riluttanza un congedo da NOVA per un semestre, in modo da poter essere disponibile a tempo pieno per la campagna elettorale. Nelle settimane precedenti ai caucus dell'Iowa, è apparsa persino in più eventi elettorali rispetto al marito. Ha dato il suo indirizzo e-mail per la campagna agli elettori nel caso volessero farle delle domande ed a volte partecipava ai comizi del marito, parlando dopo di lui. Ha attirato l'attenzione dei media durante le primarie del Super Tuesday del 3 marzo quando, durante il discorso di suo marito, ha bloccato fisicamente un manifestante che intendeva assalirlo.
Con il marito diventato il candidato democratico alla corsa presidenziale, nel giugno 2020 ha pubblicato il libro per bambini Joey: The Story of Joe Biden, che lo ritraeva come un bambino "coraggioso e avventuroso" nonostante soffrisse di balbuzie per la quale era vittima di bullismo. Nel luglio 2020 ha parlato dell'impatto della pandemia di COVID-19 sull'istruzione, apparendo in un video con suo marito per sottolineare che comprendeva le frustrazioni che i bambini, i genitori e insegnanti stavano affrontando con i metodi alternativi di didattica a distanza, sostenendo che "le scuole e allo stesso modo i genitori vogliono una strategia chiara e basata sulla scienza, non messaggi contrastanti e ultimatum". Ha criticato il segretario all'Istruzione degli Stati Uniti Betsy DeVos per quelle che ha considerato motivazioni politiche nel sostenere la riapertura delle scuole a qualunque costo, dicendo che "la prima cosa che [Joe Biden] farà è scegliere un segretario all'istruzione, che è un educatore della scuola pubblica e ha esperienza in classe. Voglio dire, lo sento, ancora e ancora e ancora - niente più Betsy DeVos".

## Opere
- (EN) Student Retention at the Community College: Meeting Students' Needs, University of Delaware, 2007.
- (EN) Don't Forget, God Bless Our Troops, illustrazioni di Raúl Colón, Simon & Schuster, 2012.
- (EN) Where the Light Enters: Building a Family, Discovering Myself, Flatiron Books, 2019.
- (EN) Joey: The Story of Joe Biden, illustrazioni di Amy June Bates, Simon & Schuster, 2020.